# Berge (Homberg)
Berge ist ein Stadtteil von Homberg (Efze) im nordhessischen Schwalm-Eder-Kreis.

## Geographie
Der Ort liegt 3,4 km nordwestlich von Homberg an der Efze, in die am östlichen Ortsrand der von Osten kommende Klingelbach mündet.

## Geschichte

### Ortsgeschichte
Die älteste bekannte schriftliche Erwähnung von Berge erfolgte im Jahr 1266 unter dem Namen monte in einer Urkunde des Klosters Haina.

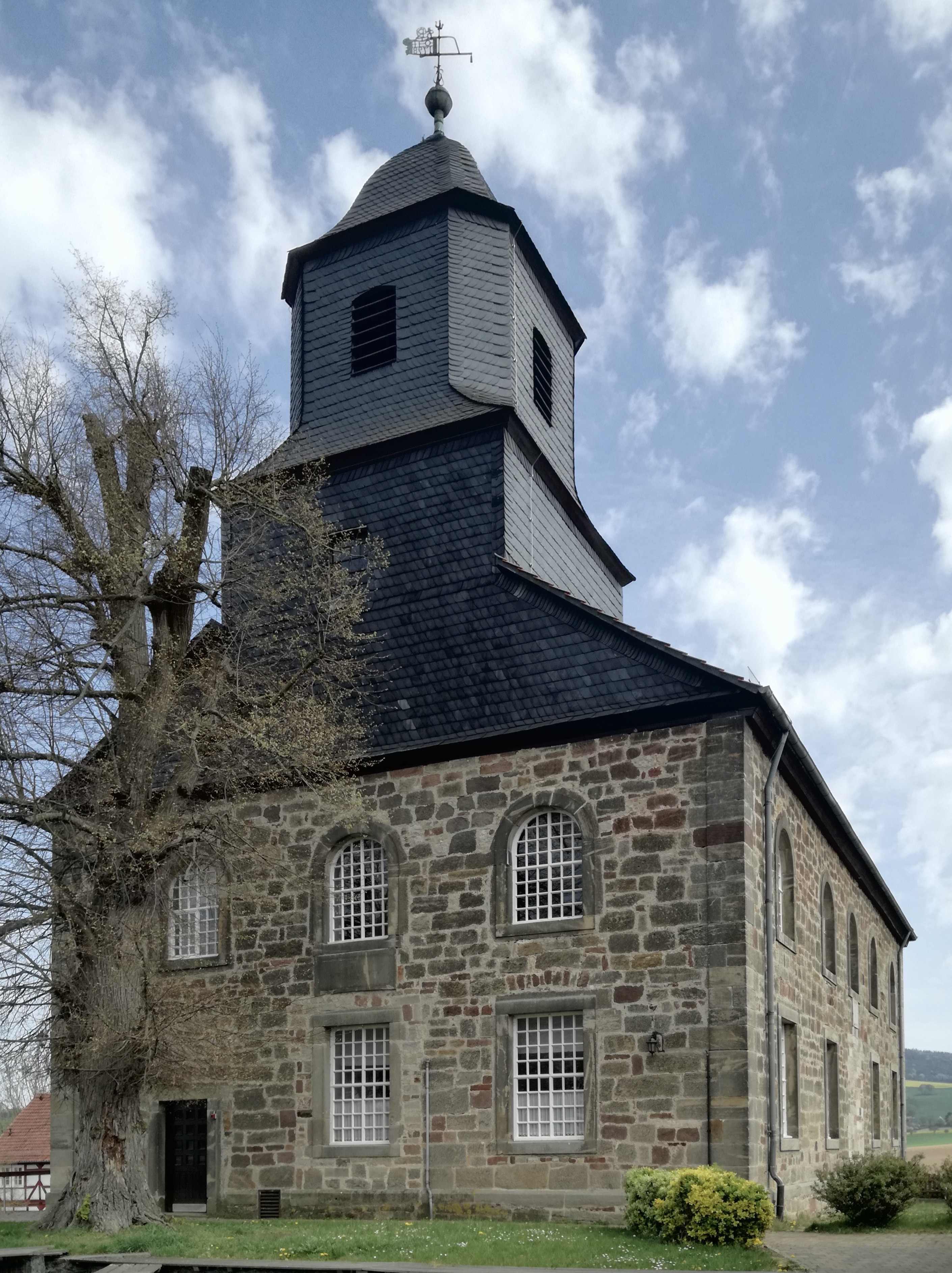
Evangelische Kirche

Um 1510 gab es im Dorf acht wehrhafte Männer und vier Pflüge.
Im Ort gibt es zwei Kirchen. Die Kirche der evangelischen Gemeinde war ursprünglich die Kirche des benachbarten Mardorf; sie wurde im Jahre 782 in einer Schenkungsurkunde von Karl dem Großen erstmals erwähnt, als er dem St. Petri-Stift in Fritzlar Güter zu Mardorf übertrug, die ihm zuvor Erzbischof Lullus von Mainz abgetreten hatte. Die Kirche war die Mutterkirche für die in den umliegenden Orten errichteten kleinen Kapellen, und hatte daher eine beeindruckende Größe: 400 Personen fanden Platz im Kirchenschiff. Im Dreißigjährigen Krieg wurde sie zerstört und erst 1791 wiedererrichtet. Nach einem Einbruch von Dach und Decke im Jahre 1972 wurde bei der Renovierung ein Teil der für das kleine Dorf zu großen Kirche abgetrennt und zu Gemeinschaftsräumen umgestaltet. 1974 wurde das Gotteshaus in seiner neuen Form eingeweiht.
Die zweite Kirche im Ort wurde 1879 für die selbständige evangelisch-lutherische Gemeinde erbaut.

### Hessische Gebietsreform
Zum 31. Dezember 1971 wurde die bis dahin selbständige Gemeinde Berge im Zuge der Gebietsreform in Hessen als Stadtteil der Stadt Homberg, Bezirk Kassel, heute Homberg (Efze), auf freiwilliger Basis eingegliedert.
Für Berge, wie für die in der Kreisstadt Homberg (Efze) eingegliederten ehemals selbständigen Gemeinden (Stadtteile), wurden Ortsbezirke mit Ortsbeirat und Ortsvorsteher nach der Hessischen Gemeindeordnung gebildet.

## Bevölkerung

### Einwohnerstruktur 2011
Nach den Erhebungen des Zensus 2011 lebten am Stichtag, dem 9. Mai 2011, in Berge 213 Einwohner. Darunter waren 6 (= 2,8 %) Ausländer.
Nach dem Lebensalter waren 42 Einwohner unter 18 Jahren, 87 zwischen 18 und 49, 45 zwischen 50 und 64 und 39 Einwohner waren älter. Die Einwohner lebten in 93 Haushalten. Davon waren 27 Singlehaushalte, 24 Paare ohne Kinder und 30 Paare mit Kindern, sowie 6 Alleinerziehende und 3 Wohngemeinschaften. In 18 Haushalten lebten ausschließlich Senioren und in 63 Haushaltungen lebten keine Senioren.

### Einwohnerentwicklung
| Quelle: Historisches Ortslexikon |                                                                          |
| • um 1510:                       | 8 wehrhafte Männer (4 Pflüge, 10 Fastnachtshühner)                       |
| • 1537:                          | 5 landgräfliche Hübner, 5 Köttner, 4 Beisassen (12 landgräfliche Huben). |
| • 1575/85:                       | 16 Hausgesesse                                                           |
| • 1639:                          | 4 verheiratete Hausgesesse                                               |
| • 1742/47:                       | 25 Häuser                                                                |
| • 1769:                          | 147 Einwohner                                                            |

| Berge: Einwohnerzahlen von 1834 bis 2015 | Berge: Einwohnerzahlen von 1834 bis 2015 | Berge: Einwohnerzahlen von 1834 bis 2015 | Berge: Einwohnerzahlen von 1834 bis 2015 | Berge: Einwohnerzahlen von 1834 bis 2015 |
| --- | ---------------------------------------- | ---------------------------------------- | ---------------------------------------- | ---------------------------------------- |
| Jahr |                                          |                                          |                                          | Einwohner                                |
| 1834 | 1834                                     |                                          | 232                                      | 232                                      |
| 1840 | 1840                                     |                                          | 220                                      | 220                                      |
| 1846 | 1846                                     |                                          | 217                                      | 217                                      |
| 1852 | 1852                                     |                                          | 217                                      | 217                                      |
| 1858 | 1858                                     |                                          | 219                                      | 219                                      |
| 1864 | 1864                                     |                                          | 229                                      | 229                                      |
| 1871 | 1871                                     |                                          | 230                                      | 230                                      |
| 1875 | 1875                                     |                                          | 217                                      | 217                                      |
| 1885 | 1885                                     |                                          | 242                                      | 242                                      |
| 1895 | 1895                                     |                                          | 225                                      | 225                                      |
| 1905 | 1905                                     |                                          | 211                                      | 211                                      |
| 1910 | 1910                                     |                                          | 238                                      | 238                                      |
| 1925 | 1925                                     |                                          | 257                                      | 257                                      |
| 1939 | 1939                                     |                                          | 273                                      | 273                                      |
| 1946 | 1946                                     |                                          | 519                                      | 519                                      |
| 1950 | 1950                                     |                                          | 542                                      | 542                                      |
| 1956 | 1956                                     |                                          | 410                                      | 410                                      |
| 1961 | 1961                                     |                                          | 339                                      | 339                                      |
| 1967 | 1967                                     |                                          | 242                                      | 242                                      |
| 1980 | 1980                                     |                                          | ?                                        | ?                                        |
| 1990 | 1990                                     |                                          | ?                                        | ?                                        |
| 2000 | 2000                                     |                                          | ?                                        | ?                                        |
| 2011 | 2011                                     |                                          | 213                                      | 213                                      |
| 2015 | 2015                                     |                                          | 214                                      | 214                                      |
| Datenquelle: Historisches Gemeindeverzeichnis für Hessen: Die Bevölkerung der Gemeinden 1834 bis 1967. Wiesbaden: Hessisches Statistisches Landesamt, 1968. Weitere Quellen: ; Zensus 2011; Stadt Homberg (Efze) |                                          |                                          |                                          |                                          |

### Historische Erwerbstätigkeit
| • 1961: | Erwerbspersonen: 51 Land- und Forstwirtschaft, 83 Produzierendes Gewerbe, 12 Handel und Verkehr, 13 Dienstleistungen und Sonstiges. |

## Religion
Da Hessen mit der Einführung der Reformation im Jahre 1526 protestantisch wurde, waren auch die Einwohner von Berge evangelisch. Erst im 20. Jahrhundert und insbesondere nach dem Zweiten Weltkrieg zogen dann auch katholische Menschen in das Dorf.
Historische Konfessionszugehörigkeit
| • 1861: | alle Einwohner evangelisch-reformiert                              |
| • 1885: | 242 evangelische (= 100 %) Einwohner                               |
| • 1961: | 272 evangelische (= 80,24 %), 65 katholische (= 19,17 %) Einwohner |

## Politik
Für Berge besteht ein Ortsbezirk (Gebiete der ehemaligen Gemeinde Berge) mit Ortsbeirat und Ortsvorsteher nach der Hessischen Gemeindeordnung. Der Ortsbeirat besteht aus fünf Mitgliedern.
Bei den Kommunalwahlen in Hessen 2021 betrug die Wahlbeteiligung zum Ortsbeirat Berge 62,87 %. Alle Kandidaten gehörten der „Einheitsliste Berge“ an. Der Ortsbeirat wählte Jörg Dreytza zum Ortsvorsteher.